# El Museo del Barrio
Das El Museo del Barrio (spanisch für: Das Museum des Stadtteils) ist ein Museum für Kunst aus Lateinamerika und der Karibik in New York City.

## Lage
Das Museo del Barrio befindet sich in East Harlem in New York Citys Stadtteil Manhattan an der Fifth Avenue und 104th Street am nördlichen Ende der Museum Mile.

## Geschichte
Die Gründung des Museums im Jahr 1969 kam durch den Einsatz der nuyorikanischen (so werden die Puerto Ricaner New York Citys genannt) Bewegung und der Bürgerrechtsbewegung zustande, die gegen die mangelnde kulturelle Vielfalt in den Erziehungs- und Bildungsangeboten von New York City protestierten. So waren von Anfang an sowohl die Präsentation als auch die Vermittlung von Kunst und Kultur aus Lateinamerika (insbesondere Puerto Rico) zentrale Anliegen des Museums. So wurde zu Beginn der Künstler und Pädagoge Raphael Montañez Ortíz mit der Erstellung von Materialien für Schulen in East Harlem und Central Harlem beauftragt, die puerto-ricanische Kunst, Geschichte und Kultur beleuchten sollten. Damit diente dieses Projekt und Museum ursprünglich vor allem als Nachbarschaftsinstitution den Puerto-Ricanern East Harlems.
In den 1970er Jahren war das Museum eine Non-Profit-Organisation, die zunächst in Läden bzw. Stadthäusern untergebracht war, bis das Museum seine jetzigen Räume im Heckscher Building an der Fifth Avenue und 104th Street beziehen konnte. In dieser Zeit erhielt das Museum die erste Spende für eine Dauerausstellung und organisierte die erste große Ausstellung in Zusammenarbeit mit dem Metropolitan Museum of Art mit dem Titel The Art Heritage of Puerto Rico.
Während der 1980er Jahre wurden zunehmend mehr Ausstellungen und Bildungsprogramme realisiert und die Ausstellungsfläche grundlegend saniert. In der zweiten Hälfte des Jahrzehnts drohte dem Museo fast das Aus, nachdem das Finanzmanagement des Museums in den Fokus von Ermittlungen geriet und die Konten des Museums gesperrt wurden. Der damalige Direktor wurde daraufhin entlassen und dank der ehrenamtlichen Arbeit der Mitarbeiter konnte das Museum diese Zeit überstehen.
In den 1990er Jahren wurde das Theater und die Ausstellungsfläche renoviert und das Museo konnte wieder finanziell stabilisiert werden. Es wurde ein neues Logo für das Museum eingeführt und aufgrund des fortwährenden Zustroms lateinamerikanischer Einwanderer – zumeist Puerto-Ricaner – nach New York City wurde der Aufgabenbereich des Museums erweitert, was zu Konflikten mit einigen Künstlern, Gelehrten und Nachbarschaftsaktivisten führte, die am ursprünglichen, lokalen Auftrag des Museums festhalten wollten. Die Debatten hierüber hielten auch in den 2000er Jahren an.
Schließlich wurde dann im neuen Jahrtausend der Auftrag des Museums von dessen lokalen Zuschnitt auf alle Puerto-Ricaner und Lateinamerikaner in den Vereinigten Staaten erweitert. Ein Oral-History-Projekt, eine Dauerausstellung mit einer fünfteiligen Publikation und eine Wanderausstellung wurden fertiggestellt.
Da seit 2000 mit der neuen Ausrichtung des Museums auch die Besucherzahlen stiegen, wurde die Ausstellungsfläche zunehmend zu klein. Eine Erweiterung der Ausstellungsfläche im Heckscher Building ist jedoch nicht möglich, da neben dem Museum in diesem Gebäude noch einige andere Organisationen und mehrere städtischen Institutionen untergebracht sind – darunter auch eine Schule.
Für einige Jahre gab es Überlegungen, das Museum of the City of New York, das sich in unmittelbarer Nähe befindet, in das historische Tweed Courthouse in Lower Manhattan umzuziehen. Das Museo del Barrio hätte dann in das frei werdende Gebäude einziehen können und dadurch viel mehr Ausstellungsfläche zur Verfügung gehabt. Doch dann entschied Bürgermeister Michael Bloomberg das neue New York City Department of Education im Tweed Courthouse bei der City Hall unterzubringen, wodurch den Hoffnungen beider Museen ein Ende gesetzt wurde. Daraufhin hat sich das El Museo del Barrio dazu entschieden ein 15-Millionen-Dollar-Projekt anzugehen, um den Vorhof in eine offene, gläserne Halle umzuwandeln, um dem Museum ein angemessenes, öffentliches „Gesicht“ zur Straßenseite zu geben. Hier wird auch ein Café mit Veranstaltungsmöglichkeit untergebracht. Dieses Vorhaben wird jedoch nicht die Ausstellungsfläche vergrößern können, was weiterhin das wichtigste Anliegen des Museums ist.

## Sammlung
Das Museum verfügt über eine Kunstsammlung mit ca. 6.500 Exponaten aus der präkolumbischen Ära, archäologischen Artefakten, eine große Taíno-Dauerausstellung sowie Kunst, Kunsthandwerk, Grafiken und Popkultur-Elemente des 20. und 21. Jahrhunderts. Es gibt regelmäßig Wechselausstellungen zu moderner Kunst aus Puerto Rico und Lateinamerika. Darüber hinaus veranstaltet das Museum jährlich zahlreiche Festivals und Bildungsprogramme. Ein Teil der Dauerausstellung des Museums kann online auf der Website des Museums besichtigt werden.
Auswahl zurückliegender Ausstellungen:
- Juni bis August 2010: „Retro/Active: the Work of Rafael Ferrer“[9]
- März bis Mai 2010: „Phantom Sightings: Art After the Chicano Movement“[10]
- Oktober 2009 bis Februar 2010: „Nexus New York: Latin/American Artists in New York“[11]
- September 2009 bis Januar 2010: „Arte ≠ Vida“[12]

## Kuratoren
- Chus Martínez